# Malczyce (Ukraina)
Malczyce (ukr. Мальчиці, Malczyci; dawn. Malczyce Wielkie) – wieś na Ukrainie, w rejonie jaworowskim obwodu lwowskiego.
Zachodnią część wsi stanowi dawniej odrębna wieś Stronna (także Malczyce Małe).

## Historia
Miejsce śmierci Konstancji Zofii z Czartoryskich Poniatowskiej, matki Stanisława Augusta. Została pochowana w kościele w Janowie, obecnie Iwano-Frankowe.
W Malczycach, w 1725 roku, urodził się Celestyn Adam Kaliszewski, polski pedagog, historyk prawa, leksykograf i tłumacz (zm. 1767).
W nocy z 6 na 7 stycznia 1948 r. NKWD ostrzelało grupę kolędników zabijając 11 osób.

## Dwór
- dwór wybudowany przed 1750 r. przez Stanisława Poniatowskiego[4]. Zniszczony w latach 1914-18.